# 清家清
清家 清（せいけ きよし、1918年12月13日 - 2005年4月8日）は、日本の建築家。
日本における代表的な現代建築家。戦後すぐに「森邸（1951年）」を発表し、同じ50年代に発表された、池辺陽の「立体最小限住宅（1950年）」、増沢洵の「最小限住宅」、広瀬鎌二の「SHシリーズ」、と共に機能主義による都市住宅のプロトタイプを提案し、住宅をはじめとする明瞭で軽快な作品で日本の伝統的モダン美を独自の解釈ではじめて形にした。
勲二等瑞宝章及び紫綬褒章受章。工学博士（東京工業大学）。主な称号に東京芸術大学名誉教授、東京工業大学名誉教授、日本建築学会名誉会員、東京建築士会名誉会員。父は機械工学者の清家正、息子は経済学者で慶應義塾長の清家篤。

## 経歴
1918年京都府京都市に生まれる。少年時代を神戸市で過ごし、旧制神戸二中（現・兵庫県立兵庫高等学校）を経て1941年東京美術学校（現・東京芸術大学）、1943年東京工業大学卒業。太平洋戦争に従軍。海軍技術見習尉官・中尉・大尉、海軍兵学校教官。1945年正七位に叙される。復員後、東京工業大学助手・講師・助教授を経て、1962年同大学より工学博士の学位を授受、教授に昇進。東京工業大学の清家研究室からは、林昌二、林雅子、番匠谷尭二、篠原一男、八木幸二らが育つ。1977年東京芸術大学教授併任、1979年東京工業大学を停年退官。1981年日本建築学会会長。1989年東京建築士会会長。1983年 紫綬褒章。1989年 勲二等瑞宝章。1969年多摩美術大学建築科で教えた。1991年から1997年まで札幌市立高等専門学校校長。退任後、株式会社デザインシステム（東京都大田区）代表取締役を務めた。没後、叙・従三位。

## エピソード
- 初期の「斉藤助教授の家」（1952年）に惚れ込んだヴァルター・グロピウスが、清家を自宅に連れて帰ったことは有名。
- 博学で多彩な趣味の持ち主。ネスカフェゴールドブレンドのCMでは"違いのわかる男"として建築家という職業を世に印象付けた。
- 昭和時代においてはすでに迷信とされていた「家相」を、建築家としての観点から再評価した。
- 清家の自宅は機能主義の代表作でもある「私の家」(1954年)。庭には旧国鉄の車掌車「ワフ29500形」の実物を設置しており「発作的に買った」という。この車掌車は後にD51形蒸気機関車の体験乗車用として有田川鉄道公園に移設されている。
- 清家の自宅は電車の家として「タモリ倶楽部」の東京トワイライトゾーンで紹介された。タモリたちは当初清家の事に気付かず単なる一般の鉄道マニアで自称建築家の変なおじさんと思い込み、数々の非礼なふるまいをした。取材後に"違いのわかる建築家"と気づき謝罪を兼ねて再取材が行われたが、清家の家をロケ弁当の届け先にしたり、スタッフが遅刻したため清家本人に代金の立て替えと弁当の受け取りのサインをさせたりと、恥の上塗りをしたが、清家は怒る事もなくにこやかに応対し、"さすがは違いのわかる男"と評価された。番組内での言動から清家が鉄道模型から始まって実物を手に入れるまでになった鉄ちゃんという事がうかがえる。
- 1997年1月30日、藤岡信勝、西尾幹二らによって「新しい歴史教科書をつくる会」が設立されると[1][2]、各界著名人が賛意を表し、同年6月6日時点の賛同者は204人を数えた。清家もその中に名を連ねた[3]。
- 没後、2006年に開催された回顧展の会場には実物大の「私の家」が再現された。

## 代表作品

### 建築作品

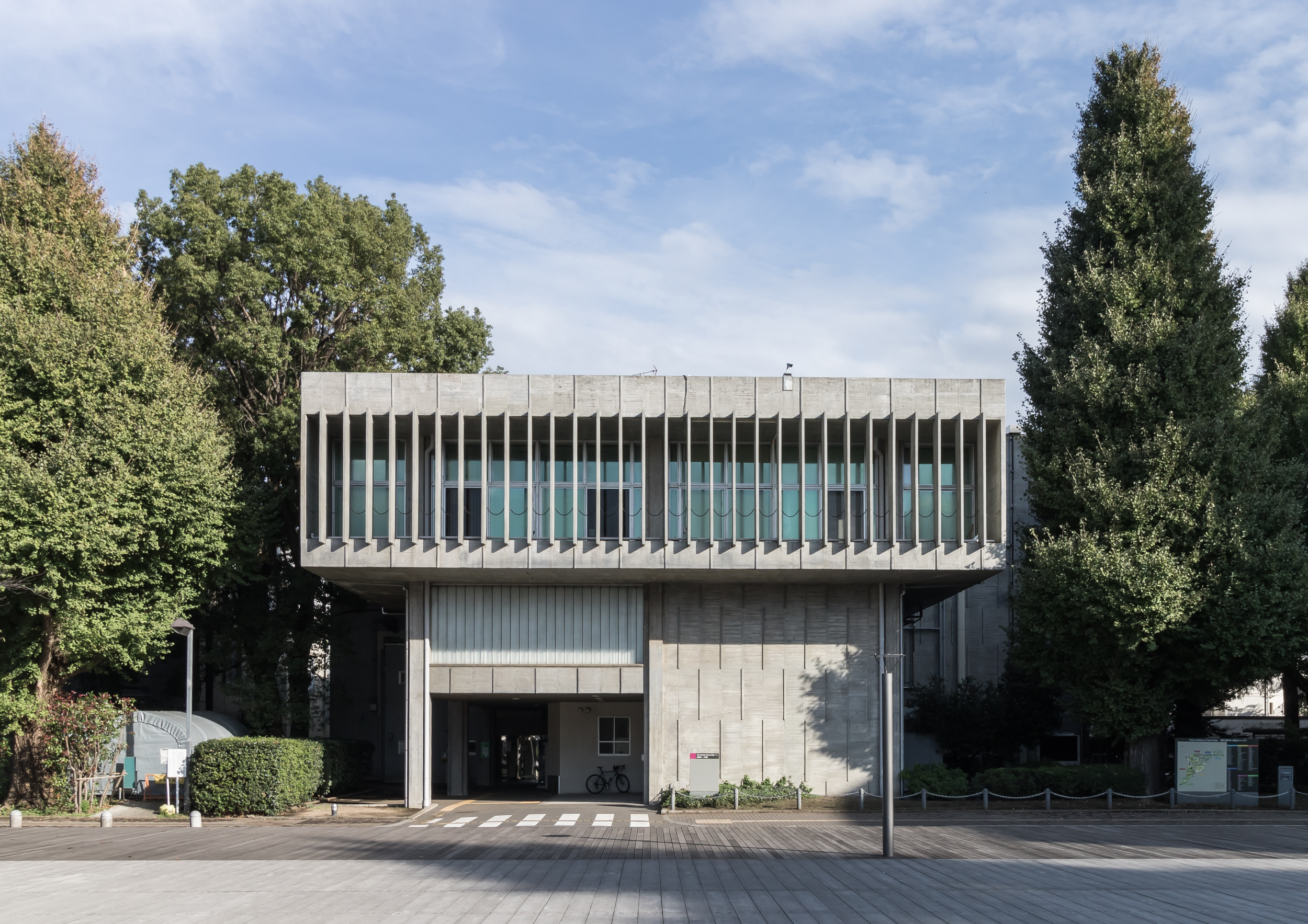
東京工業大学 事務局1号館

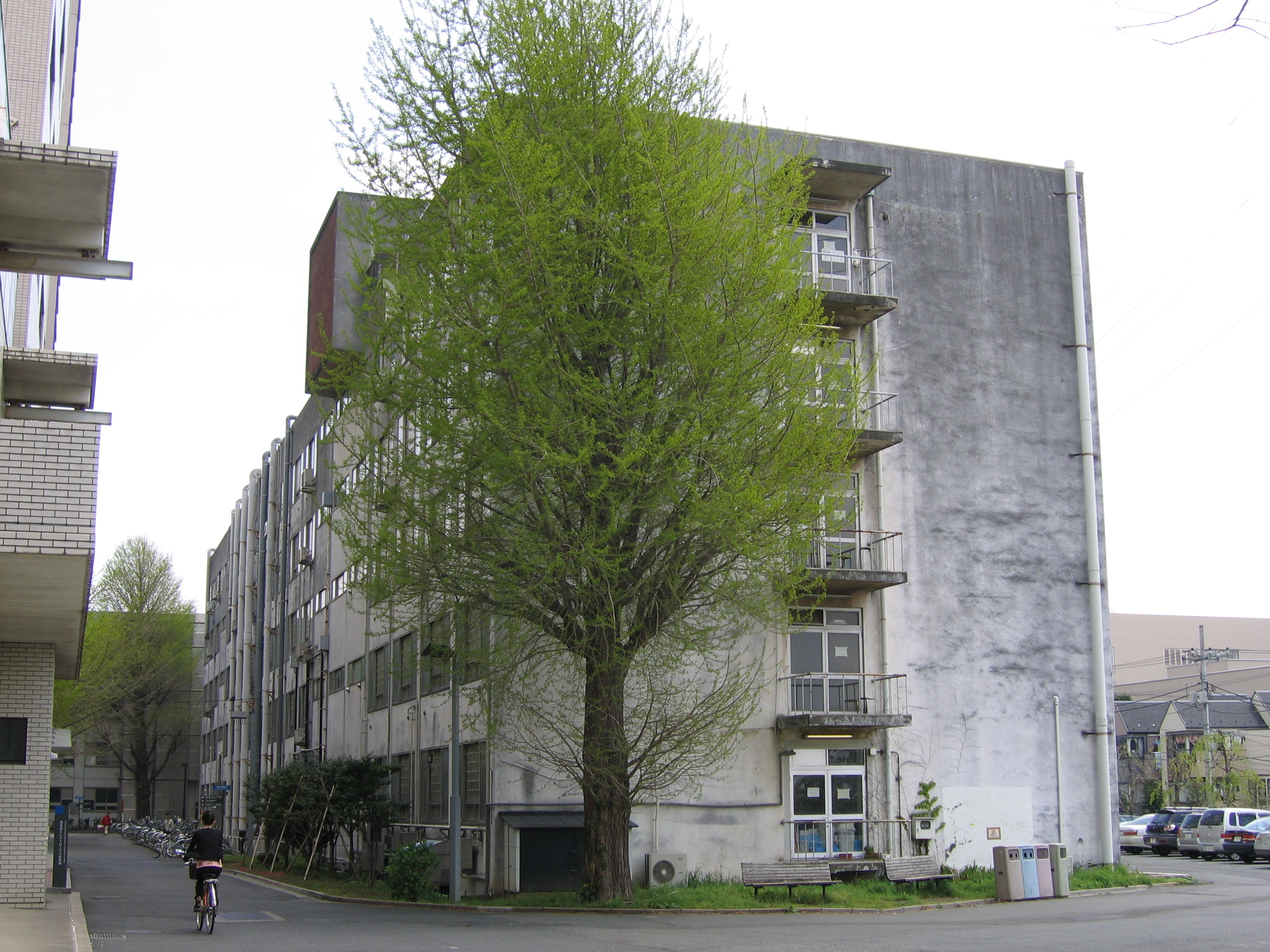
東京工業大学 南5号館

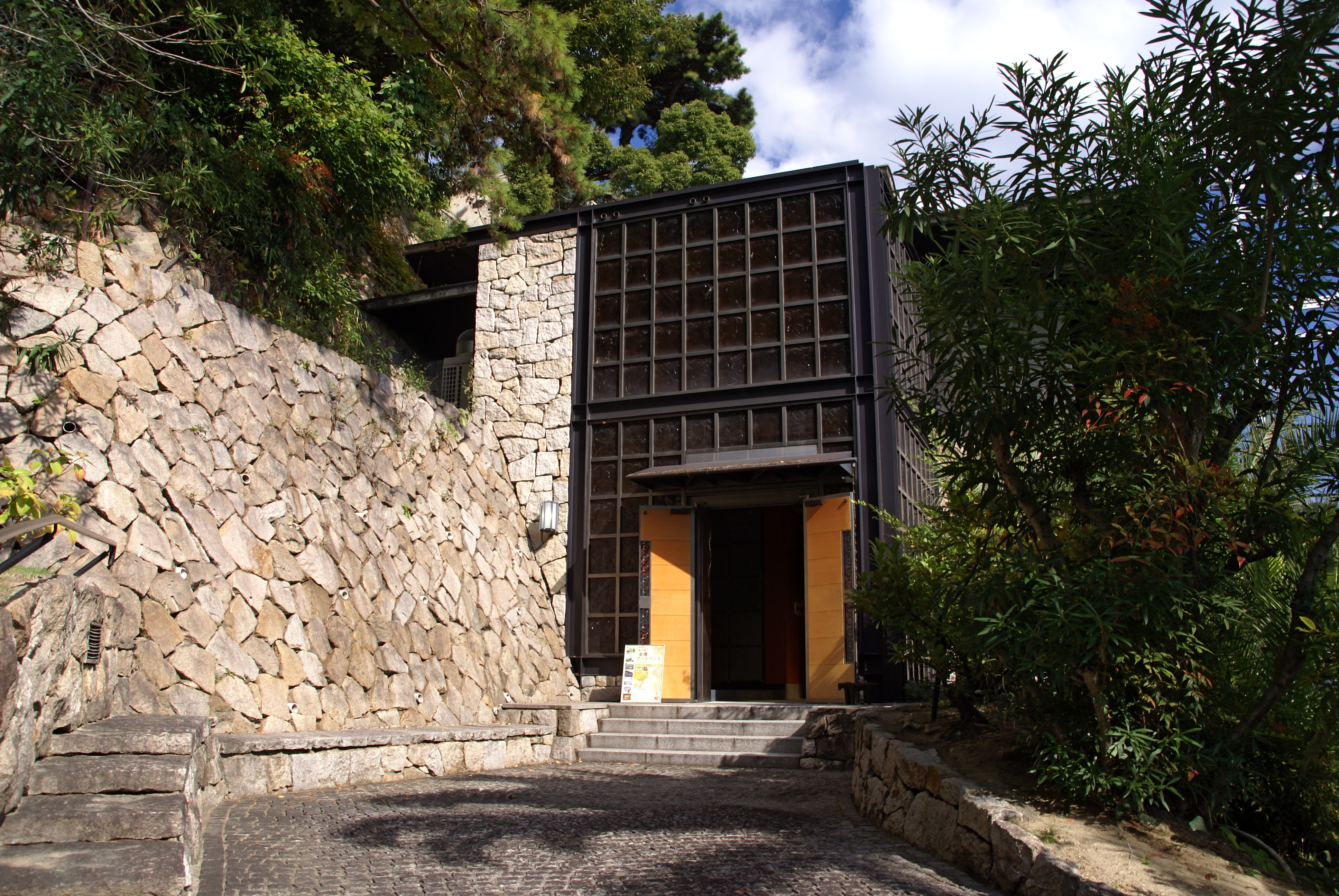
豊雲記念館

建築物名欄の( )は現在の名称。現況欄の✕は現存せず。
| 名称                                                                            | 年     | 所在地           | 国           | 現況 | 備考                                  |
| ------------------------------------------------------------------------------- | ------ | ---------------- | ------------ | ---- | ------------------------------------- |
| 森博士の家                                                                      | 1951年 | 東京都文京区     | 日本         |      | 登録有形文化財 DOCOMOMO JAPAN選定作品 |
| 竹田教授の家                                                                    | 1952年 | 東京都文京区     | 日本         |      |                                       |
| 奥田博士の家                                                                    | 1952年 | 神奈川県川崎市   | 日本         |      |                                       |
| 斉藤助教授の家                                                                  | 1952年 | 東京都大田区     | 日本         | ✕    |                                       |
| コの字型平面の家                                                                | 1953年 | 東京都渋谷区     | 日本         |      |                                       |
| 宮城教授の家                                                                    | 1953年 | 東京都大田区     | 日本         | ✕    |                                       |
| 私の家                                                                          | 1954年 | 東京都大田区     | 日本         |      | 登録有形文化財                        |
| 数学者の家                                                                      | 1954年 | 東京都目黒区     | 日本         |      |                                       |
| 坪井教授の家                                                                    | 1955年 | 東京都世田谷区   | 日本         |      |                                       |
| 崖の家                                                                          | 1956年 | 兵庫県芦屋市     | 日本         |      |                                       |
| 台地の家                                                                        | 1959年 | 千葉県船橋市     | 日本         |      |                                       |
| 九州工業大学記念講堂                                                            | 1960年 | 福岡県北九州市   | 日本         |      | DOCOMOMO JAPAN選定作品                |
| ‘61東京国際見本市鉄鋼特設館                                                     | 1961年 | 東京都           | 日本         | ✕    |                                       |
| 西田博士の家                                                                    | 1961年 | 東京都大田区     | 日本         | ✕    |                                       |
| 埼玉農林会館                                                                    | 1962年 | 埼玉県さいたま市 | 日本         |      |                                       |
| 小原流家元会館                                                                  | 1962年 | 兵庫県神戸市     | 日本         |      |                                       |
| 島沢先生の家                                                                    | 1962年 | 東京都品川区     | 日本         |      |                                       |
| 東京オリンピック選手村メインゲート                                              | 1964年 | 東京都           | 日本         | ✕    |                                       |
| 久が原の家                                                                      | 1964年 | 東京都大田区     | 日本         |      |                                       |
| 乃村工藝社東京社屋                                                              | 1966年 | 東京都港区       | 日本         | ✕    |                                       |
| 林教授の家                                                                      | 1967年 | 東京都中野区     | 日本         |      |                                       |
| 九重坂の家                                                                      | 1967年 | 兵庫県神戸市     | 日本         |      |                                       |
| 東京工業大学事務局1号館                                                         | 1967年 | 東京都大田区     | 日本         |      |                                       |
| 東京工業大学南5号館                                                             | 1967年 | 東京都大田区     | 日本         |      |                                       |
| 日本万国博覧会・国連館・スイス館・アメ リカ館ディスプレイ・虹の塔（専売公社館） | 1970年 | 大阪府吹田市     | 日本         |      |                                       |
| 豊雲記念館                                                                      | 1970年 | 兵庫県神戸市     | 日本         |      |                                       |
| 続私の家                                                                        | 1970年 | 東京都大田区     | 日本         |      |                                       |
| 東が丘の家                                                                      | 1970年 | 東京都目黒区     | 日本         |      |                                       |
| 代々木の家                                                                      | 1970年 | 東京都渋谷区     | 日本         |      |                                       |
| 続久が原の家                                                                    | 1970年 | 東京都大田区     | 日本         |      |                                       |
| 駒込の家                                                                        | 1971年 | 東京都文京区     | 日本         |      |                                       |
| 在フィリピン日本大使館公邸                                                      | 1971年 | マニラ           | フィリピン   |      |                                       |
| 保土ヶ谷の家                                                                    | 1974年 | 神奈川県横浜市   | 日本         |      |                                       |
| 伊豆・三津シーパラダイス                                                        | 1977年 | 静岡県沼津市     | 日本         |      |                                       |
| 軽井沢プリンスホテル新館                                                        | 1982年 | 長野県軽井沢町   | 日本         |      | 1982年増築 1991改修                   |
| 野尻湖プリンスホテル（野尻湖ホテルエルボスコ）                                  | 1983年 | 長野県信濃町     | 日本         |      |                                       |
| 水上高原プリンスホテル                                                          | 1984年 | 群馬県みなかみ町 | 日本         |      |                                       |
| 新富良野プリンスホテル                                                          | 1988年 | 北海道富良野市   | 日本         |      |                                       |
| 在シンガポール日本大使館公邸                                                    | 1988年 | シンガポール     | シンガポール |      |                                       |
| 興和グループ本社ビル                                                            | 1988年 | 愛知県名古屋市   | 日本         |      | [ 4 ]                                 |
| 倅の家                                                                          | 1989年 | 東京都大田区     | 日本         |      |                                       |
| 横浜・八景島シーパラダイス                                                      | 1993年 | 神奈川県横浜市   | 日本         |      |                                       |
| 鎌倉プリンスホテル                                                              | 1994年 | 神奈川県鎌倉市   | 日本         |      |                                       |
| 札幌市立高等専門学校                                                            | 1995年 | 北海道札幌市     | 日本         |      |                                       |
| パラオ国サンゴ礁保全研究センター                                                | 1999年 | コロール         | パラオ       |      |                                       |

### 計画類
- 高蔵寺ニュータウン住棟計画(1966・愛知県）
- 大島観光開発マスタープラン(1972・東京都）
- 玄海海中公園マスタープラン(1972・佐賀県）
- 芦屋浜総合計画(1972・兵庫県）
- 高井住宅団地マスタープラン(1972・東京都）
- 常滑ニュータウンマスタープラン(1973・愛知県）
- 石見町自然休養村計画(1975・島根県）
- 玄海海中公園海中展望塔(1975・佐賀県）
- 築地中央卸売市場再開発計画(1976・東京都）
- 高鷹台住宅団地計画(1977・)
- 都賀の台住宅団地計画(1979・)
- 伊勢おはらい町再構想計画(1979・三重県）
- 知多ビーチランド基本計画(1980・愛知県）
- 蛍が丘共同住宅計画(1981・静岡県、再開発計画1989年）
- 八景島事業開発計画(1987・横浜市）
- 小笠原海中公園基幹施設(1988・沖縄県）
- 枕瀬地区周辺整備計画(1995・島根県）
- サンゴ礁保全計画調査(1996・パラオ）
- 紅葉台ニュータウン計画(1996・大分）
- 海中公園に関する基本調査(1997・ブルネイ）
- 八景島イベント広場(1997・横浜市）

## 受賞受勲歴
- 1954年 日本建築学会賞作品賞
- 1955年 芸術選奨
- 1971年 オーストラリア政府文化賞
- 1974年 神戸市建築文化賞（豊雲記念館）
- 1977年 吉田五十八賞
- 1979年 BCS賞（伊豆・三津シーパラダイス）
- 1978年 沼津市建築賞
- 1983年 紫綬褒章
- 1983年 BCS賞（軽井沢プリンスホテル新館）
- 1989年 勲二等瑞宝章
- 1990年 名古屋市都市景観賞
- 1991年 日本建築学会賞大賞
- 1991年 デザイン功労者
- 1998年 岐阜市都市景観賞

## 主な著書
- ぱるてのん／相模書房／1957
- すまいの歳時記／講談社／1957.6
- 建築と生活（共著）／學生社／1962.8
- これからの住まい／講談社／1962
- 現代の住まい（共著）／講談社／1964.8
- 建築設計の製図（共著）／日刊工業新聞社／1966
- 住宅・インテリア・園芸―新家庭百科辞典（共同編集）／講談社／1968
- 家相の科学―建築学が発見したその真実／光文社／1969.12
- マイホーム設計術／実業之日本社／1969
- 日本の造形・木組／淡交社／1970.6
- 住まいのシステム―知的生活への着眼／実業之日本社／1970
- 何でも自分でやる本（監修）／ごま書房／1973
- 住まい工学入門／ごま書房／1974
- 現代日本建築家全集16（共著）／栗田勇監修／三一書房／1974
- マイハウス／光文社／1975
- 新しい住居の科学（共著）／同文書院／1977
- The Art of Japanese Joinery／淡交社、ジョン・ウェザヒル社／1977
- 作庭の事典（共著）／講談社／1978.11
- 工業デザイン（共著）／共立出版／1978
- 日本の木組／淡交社／1979
- 知的住居学／情報センター出版局／1979
- 住宅設計ハンドブック（編集・共著）／オーム社／1979
- 知的人生の生き方（共著）／講談社／1980
- 右と左―対称と非対称の世界（共著）／サイエンス社／1980
- 住宅設計の手法―新建築1980年12月臨時増刊（監修）／新建築社／1980
- A JAPANESE TOUCH FOR YOUR GARDEN／講談社インターナショナル／1980
- 日本人と「間」―伝統分化の源泉（共著）／講談社／1981
- 住居論―よりよい住まいを考える（編著）／旺文社／1982.8
- 別冊新建築・日本現代建築家シリーズ／新建築社／1982.10
- やすらぎの住居学―老後に備える100のヒント／情報センター出版局／1984
- 建築―私との出会い〈2〉／彰国社／1988
- 現代の家相／新潮社／1989
- ほんもの居住学／情報センター出版局／1989
- 「私の家」白書―戦後小住宅の半世紀／住まいの図書館出版局／1997
- 新しい時代の豊かな住まい方（共著）／同文書院
- CONTEMPORARY JAPANESE HOUSES／講談社インターナショナル